# Gerd Schönfeld
Gerd Schönfeld (* 8. Juni 1948 in Berlin; † 13. Oktober 2021 ebenda) war ein deutscher Schriftsteller und Kirchenmusiker.

## Leben und Werk
Der 1948 in Berlin-Wedding geborene Gerd Schönfeld wuchs im Ost-Berliner Bezirk Prenzlauer Berg auf. Er absolvierte eine Baumschullehre, betrieb Champignonzucht, war Hilfsschlosser und Grabpfleger. Er arbeitete von 1971 bis 1978 als Requisiteur am Deutschen Theater Berlin. Von 1978 bis 1980 studierte er an der Evangelischen Kirchenmusikschule Halle (C-Prüfung) und war von 1981 bis 1984 als Musiker am Theater Anklam engagiert.
Schönfelds literarische Auseinandersetzung mit den Berliner Alltagsverhältnissen, unmittelbar vor und nach dem Bau der Mauer verfasste er in schelmenhaften Briefen an Onkel Karl. Diese erschienen 2013 und 2016 in zwei Bänden bei BasisDruck und wurde von Leserschaft und Presse als ein origineller Beitrag zur Vergangenheitsbewältigung gewürdigt.
Einer seiner letzten Texte mit dem Titel Wochenende erschien 2020 als von Olaf Schwarzbach illustriertes Künstlerbuch und wurde im Oktober 2021 in der Zeitschrift Abwärts! abgedruckt.
Der von Kindheit auf passionierte Schachspieler wurde 2008 Berliner Seniorenmeister und war als Friedhofsmusiker tätig. Schönfeld starb nach kurzer, schwerer Krankheit im Alter von 73 Jahren.

## Bücher
- Schackelstern flogen spät durch milde Lüfte, oder: der Klassenfeind ist unter uns. (1960/1961). Nachwort von Martin Linzer, Zeichnungen von Mareile Fellien. Basisdruck, Berlin 2013, ISBN 978-3-86163148-4.
- Ein Cello im Berufsverkehr. (1961/1962). Nachwort von Wolfgang Engler, Fotos von Lorenz Kienzle. Basisdruck, Berlin 2016, ISBN 978-3-86163156-9.
- Wochenende. Mit acht Zeichnungen von Olaf Schwarzbach und Anmerkungen des Korrektors Sepp Fernstaub. Handsigniertes Künstlerbuch, auf 60 Exemplare limitierte Auflage. Edition Rothahndruck, Berlin 2020.

## Film
- 1992: Cosimas Lexikon – Darsteller